# Semana de la Moda de Berlín

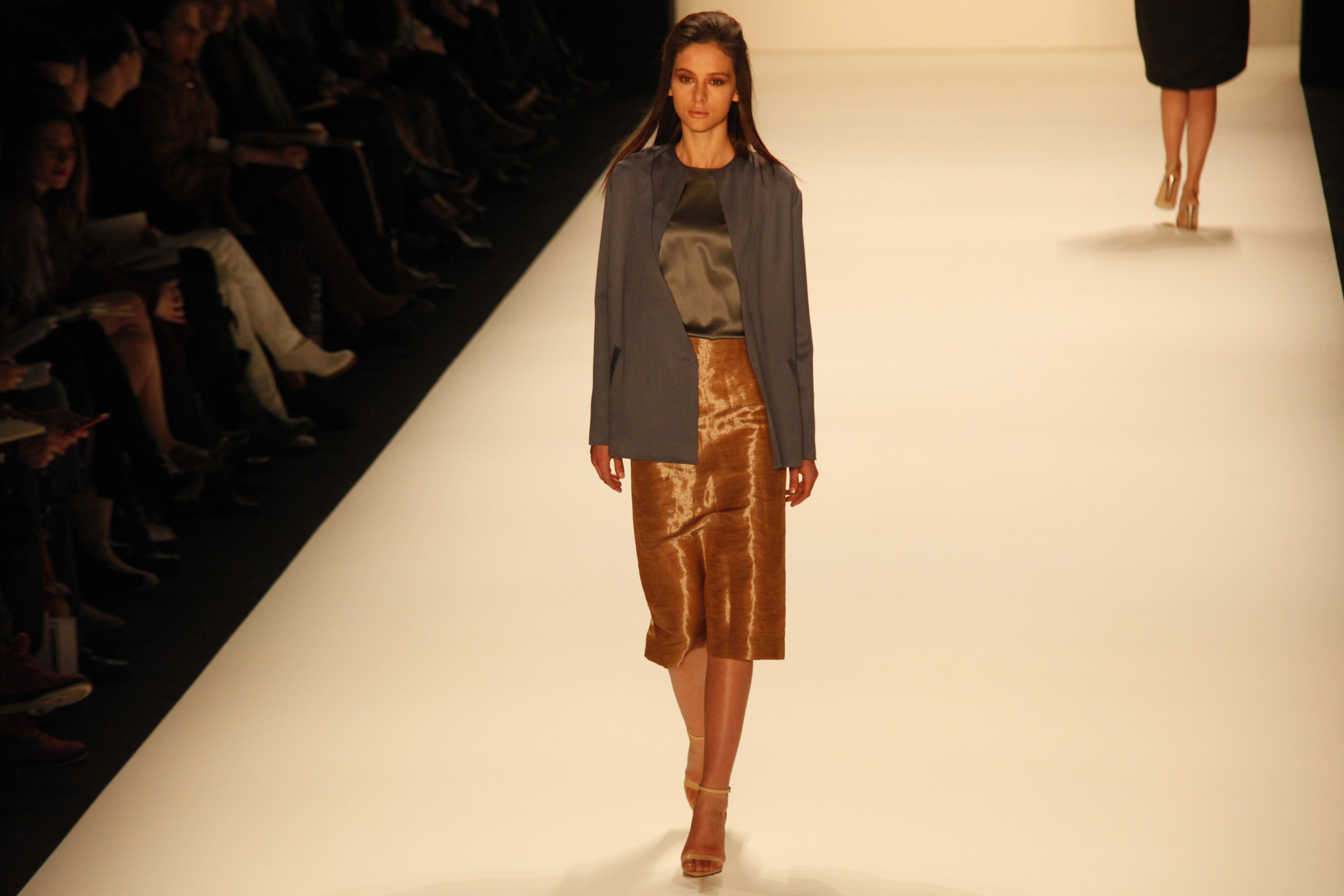
Desfile en 2013.

La Semana de la Moda de Berlín (en alemán: Berliner Modewoche ) es una semana de la moda que se celebra dos veces al año (en enero y julio) en Berlín, Alemania. Su primera edición se celebró en julio de 2007, y desde julio de 2011, el evento se lleva a cabo frente a la Puerta de Brandeburgo.
Mercedes-Benz fue el patrocinador principal de la pasarela hasta 2022, de tal manera que durante años fue conocida como la "Mercedes-Benz Fashion Week Berlin", al igual que las fashion weeks como la de Nueva York o la de Madrid.
Desde 2021, la semana de la moda berlinesa cuenta con el apoyo de 3,5 millones de euros anuales del Estado federado de Berlín.